# Son nom est Pote
Pour plus de détails, voir Fiche technique et Distribution.
Son nom est Pote (Il suo nome era Pot... ma... lo chiamavano Allegria) est un western spaghetti italien réalisé par Lucio Giachin et Demofilo Fidani et sorti en 1971.

## Synopsis
Pot, un hors-la-loi coriace et déséquilibré, termine un casse de banque avec l'aide de son frère, le croque-mort, et du féroce bandit Steve. Ce dernier décide de garder le butin, tue le frère de Pot, puis tombe prisonnier entre les mains de Lobo. 

## Fiche technique
- Titre original italien  : Il suo nome era Pot... ma... lo chiamavano Allegria[1],[2]
- Titre français : Son nom est Pote[3]
- Réalisateur : Lucio Giachin, Demofilo Fidani (sous le nom de « Dennis Ford »)
- Scénario : Lucio Giachin, Diego Spataro
- Photographie : Mario Mancini (it)
- Montage : Piera Bruni, Gianfranco Simoncelli
- Musique : Nico Fidenco
- Décors : Osanna Guardini
- Costumes : Alberto Saltarelli
- Maquillage : Luciana Blengini
- Production : Massimo Bernardi, Demofilo Fidani, Diego Spataro
- Société de production : Elektra Film
- Pays de production :  Italie
- Langue originale : italien
- Format : Couleurs - 2,35:1
- Durée : 87 minutes
- Genre : Western spaghetti
- Dates de sortie :
  - Italie : 26 novembre 1971
  - France : 4 octobre 1975

## Distribution
- Pietro Martellanza (sous le nom de « Peter Martell ») : Kid Potter dit « Pote » / Allegria / Cheerful
- Lincoln Tate : Steve
- Daniela Giordano : la Mexicaine
- Xiro Papas : Lobo
- Giuseppe Scrobogna (sous le nom de « Joseph Scrobogna ») :
- Luciano Conti (sous le nom de « Lucky McMurray »)
- Amerigo Leoni (sous le nom de « Custer Gail ») : un homme de main de Steve
- Carla Mancini : une fille du saloon
- Marcello Maniconi (sous le nom de « Marcel McHoniz ») :
- Franco Corso (sous le nom de « Frankie Coursy ») :
- Gordon Mitchell : Ray Potter
- Erika Blanc : une fille du saloon